# Canariotettix affinis
Canariotettix affinis är en insektsart som beskrevs av Lindberg 1954. Canariotettix affinis ingår i släktet Canariotettix och familjen dvärgstritar. Inga underarter finns listade i Catalogue of Life.